# Final Fantasy XV
Final Fantasy XV (ファイナルファンタジーXV Fainaru Fantajī Fifutīn?) är ett actionrollspel utvecklat av Square Enix till Playstation 4 och Xbox One och utgivet den 29 november 2016. Det är den femtonde delen i Final Fantasy-serien och som gör ett stort avsteg från de tidigare spelen genom att skapa en mörkare och mer realistisk atmosfär som fokuserar på mänskliga känslor och trovärdiga karaktärer. Spelet har vidsträckta miljöer och ett smidigt och anpassningsbart stridssystem, vilket ger spelarna stor frihet beträffande deras föredragna spelmetod.
Berättelsen är baserad på Fabula Nova Crystallis mytologi,  som inte har någon relation till de övriga Final Fantasy spelen i serien då spelet har en egen värld, visuell design och olika karaktärer. Final Fantasy XV utspelar sig i den fiktiva världen Eos. Huvudpersonen Noctis Lucis Caelum CXIV eller "Noct" (som han är kallad av sina vänner) är prins av en kungafamilj som beskyddar den sista återstående kristallen i världen och som härskar över en teknologiskt avancerad stadsstat. Prins Noctis Lucis Caelum CXIV är son till den mäktige och kärleksfulla kung Regis Lucis Caelum CXIII. Handlingen kretsar kring en invasion av en krigsnation, Niflheim. Idola Aldercapt som är kejsare av Niflheim, försöker att erövra den sista kristallen och lyckas ta över kristallen. Vilket leder till att kung Regis Lucis måste kapitulera sitt styre för staden. Under spelets gång möter Prins Noctis den aristokratiska, gudomliga och underbara Lunafreya Nox Fleuret som delar hans förmåga att se ett mystiskt "ljus" ansluten till en dödsgudinna. Prins Noctis är också barndomsvän med Lunafreya, så de har mycket minnen och händelser tillsammans. Prins Noctis och hans tre bästa vänner (Gladiolus Amicitia, Prompto Argentum och Ignis Scientia) ger sig ut på uppdrag, att rädda världen från allt mörker. Tillsammans är de som starkast och hjälper varandra i alla situationer, som en familj.
Final Fantasy XV startade sin produktion strax före dess tillkännagivande i maj 2006, då den ursprungligen avslöjades under titeln Final Fantasy Versus XIII (ヴェルサスXIII Verusasu Sātīn?). Spelets långa utvecklingstid och frånvaro från allmänhetens ögon gav upphov till flera rykten om en eventuell nedläggning eller övergång till en annan plattform. I juni 2013 visades det sig att spelet bytte namn och konsol från Playstation 3 till Playstation 4 och Xbox One. Final Fantasy XV utveckladess av ett arbetslag inom Square Enix's 1st Production Department och regisseradess av Tetsuya Nomura, som även designade karaktärerna och kom på spelets koncept och grundhistoria.

## Mottagande
Efter spelets framträdande på Tokyo Game Show 2015 tilldelades det priset Japan Game Awards i kategorin bästa kommande datorspel.